# Enantia aloikea
Enantia aloikea is een vlindersoort uit de familie van de Pieridae (witjes), onderfamilie Dismorphiinae.
Enantia aloikea werd in 1993 beschreven door Brévignon.